# Aplanus pauperculus
Aplanus pauperculus är en insektsart som beskrevs av Ball 1903. Aplanus pauperculus ingår i släktet Aplanus och familjen dvärgstritar. Inga underarter finns listade i Catalogue of Life.